# Boixac de jardí
El boixac, boixac de jardí, boixac ver, bojac, calèndula, clavellina de mort, flor de mort, flor de tot l'any, galdiró, gojat, groguet o jaumet (Calendula officinalis) és una espècie de planta amb flors del gènere Calendula dins la família de les asteràcies (Asteraceae).
Addicionalment pot rebre els noms de boixacs, clavells grocs, flor d'albat, flor de jaumet, flor de meravella, floreta de Sant Josep, galdirons, garronada, gauges, gauget, gauja, goget, gogets, goig, goja, gojats, groguets, jaumets, llevamà, llevamà de jardí, llevamal, llevamans, mal d'ulls, meravella i pet de frare. També s'han recollit les variants lingüístiques caldiró, gaugé, gauig, gaujat, gaujats, gauses, gauxa, gauxe, gavic, goixes, grauget i groguic.
Es tracta d'una planta que s'ha utilitzat en la regió mediterrània des de l'època dels antics grecs, i que també fou coneguda pels hindús i els àrabs gràcies a les seves les qualitats terapèutiques. També se n'obtenia un tint usat per a tintar teles, acolorir productes alimentaris i fer cosmètics. Tanmateix, molts dels usos populars que se li han atribuït no s'han pogut demostrar científicament.

## Etimologia
El nom genèric, "calèndula", deriva del llatí calendulae que significa "al llarg dels mesos", cosa que en subratlla el llarg període de floració que té aquesta planta; el nom específic, "officinalis", expressa el seu caràcter medicinal.

## Ecologia
És un hemitocriptòfit poc exigent respecte al tipus de sòl, tot i que prefereix els argilencs. És una planta de clima temperat, però resisteix gelades i sequeres.
Es conrea a Europa des del segle xii i s'hi ha naturalitzat en el sud i oest.

## Descripció
És una planta herbàcia, aromàtica, glandular, d'anual a perenne, llenyosa únicament en la base. La tija acostuma a tenir de 20 a 55 cm, és erecta o procumbent, ramificada i generalment amb fulles gairebé fins a l'extrem superior. Les fulles -de 7 a 14 cm per 1 a 4-, són alternes, simples, oblongues-lanceolades, estretament obovades, oblongues o espatulades, curtament agudes o obtuses. Les flors són ligulades i grogues, amb una floració que dura pràcticament tot l'any, que es tanquen de nit i s'obren a l'alba. Les inflorescències en capítols fan de 3 a 5 cm d'ample i presenten un color groc ataronjat. Els fruits són aquenis encorbats, proveïts gairebé tots d'unes ales membranoses al dors o pues dorsals que alternen amb altres cimbiformes més curts, de forma navicular. Les flors fan una olor desagradable i tenen un gust amarg.
Es conrea molt sovint en jardins, dels quals s'escapa amb facilitat. Es planta com a planta ornamental i des de fa segles s'usa com a planta medicinal per les seves qualitats terapèutiques. Floreix d'abril a novembre.

## Composició química
- Saponinas triterpèniques. Calendulòsid.
- Triterpens. Alfa i beta-amirina; monoalcohols; diols; triols; ésters.
- Flavonoides. Isoquercitrina, narcisina, neohesperidósid, rutina, isoramnetósid.
- Hidroxicumarines. Escopoletina, umbeliferona, esculetina. Polisacàrids heterogenis.
- Mucílags.
- Poliíns.
- Esteroides.
- Carotens. Luteína, zeaxantina.
- Oli essencial. Monoterpens

## Usos medicinals
Se'n fa ús tòpic en forma d'infusions, tintures i pomades per al tractament d'inflamacions de la pell i les mucoses, ferides o processos de cicatrització tòrpida, contusions, furóncols, eritemes, faringitis, dermatitis i ulcus curis.
En medicina popular s'ha utilitzat internament per al tractament d'amenorrees, dismenorrees, gastritis, espasmes del tub digestiu, úlceres gastroduodenals, colecistitis, angiocolitis cròniques, insuficiència hepàtica i migranyes, però aquests usos no tenen una base científica sòlida.
La comissió E la indica en ús tòpic intern, per a alteracions inflamatòries de les mucoses bucofaríngies i en ús extrem per ferides, inclús les de difícil cicatrització com el ulcus curis.
L'ESCOP (1996) la indica en inflamacions de la pell, mucoses i en ferides.
La calèndula també s'utilitza en l'àmbit de la cosmètica i dermofarmàcia, en cremes hidratants (productes solars per abans i després de l'exposició), ja que les saponines, les gomes i els mucílags tenen una gran capacitat humectant. El seu oli essencial es fa servir per a preparar perfums d'aroma silvestre, tot i que la seva olor no és gaire agradable.

## Accions farmacològiques
La comissió E considera que la flor de calèndula té una acció antiinflamatòria i fortament cicatritzant quan s'aplica de forma tòpica. Els extractes de la flor de calèndula, mostren una acció estimulant de l'epitelització de les ferides i una activitat antiinflamatòria en edemes on intervé la prostaglandina (els triterpens, sobretot el faradiol, han demostrat ser els principis antiinflamatoris més importants).
En medicina popular s'utilitza per la seva acció antibacteriana i fungicida i antiespasmòdica. Se li atorga també una acció emmenagoga, com a regulador dels períodes menstruals i calmant dels dolors que a vegades provoquen. És un bon emol·lient, ja que suavitza, tonifica i hidrata la pell. De fet cada cop són més els productes cosmètics que inclouen la Calendula officinalis en els components. També s'ha considerat cal·licida, ja que ajuda a la desaparició de berrugues víriques de la pell, gràcies al seu contingut en àcid acetilsalicílic. És colerètica en estimular l'activitat hepàtica, especialment de la secreció biliar. També resulta eficaç contra la gastritis, la gastroenteritis i els vòmits, per la seva acció antiulcerosa, atès que ajuda la cicatrització d'úlceres gàstriques.

## Toxicitat
L'ús tòpic només està contraindicat en pacients sensibles a les Asteràcies, ja que experimentalment s'ha vist una feble sensibilització de la pell, però no s'han registrat casos clars de dermatitis de contacte.

## Galeria de fotos

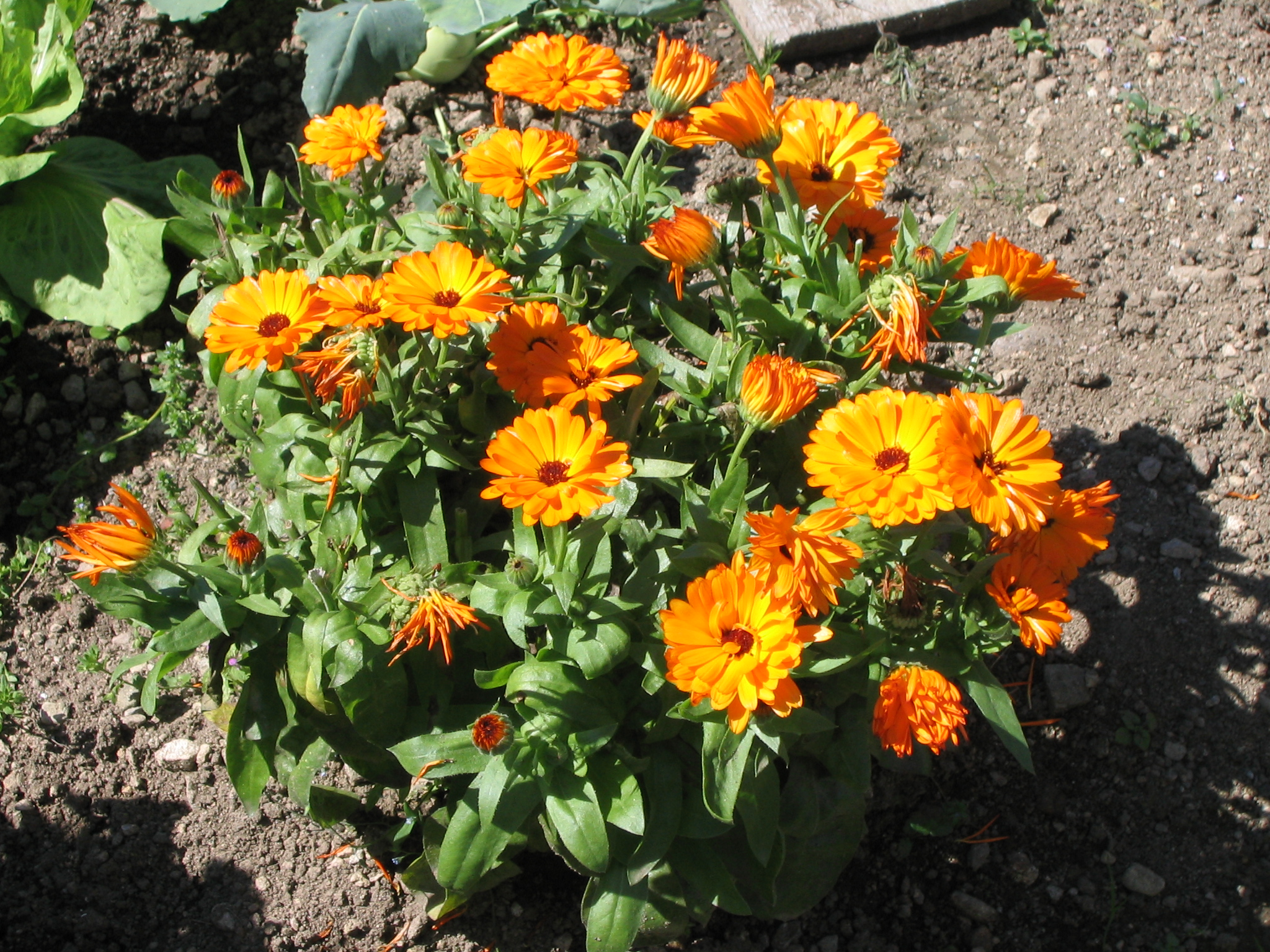
visió general
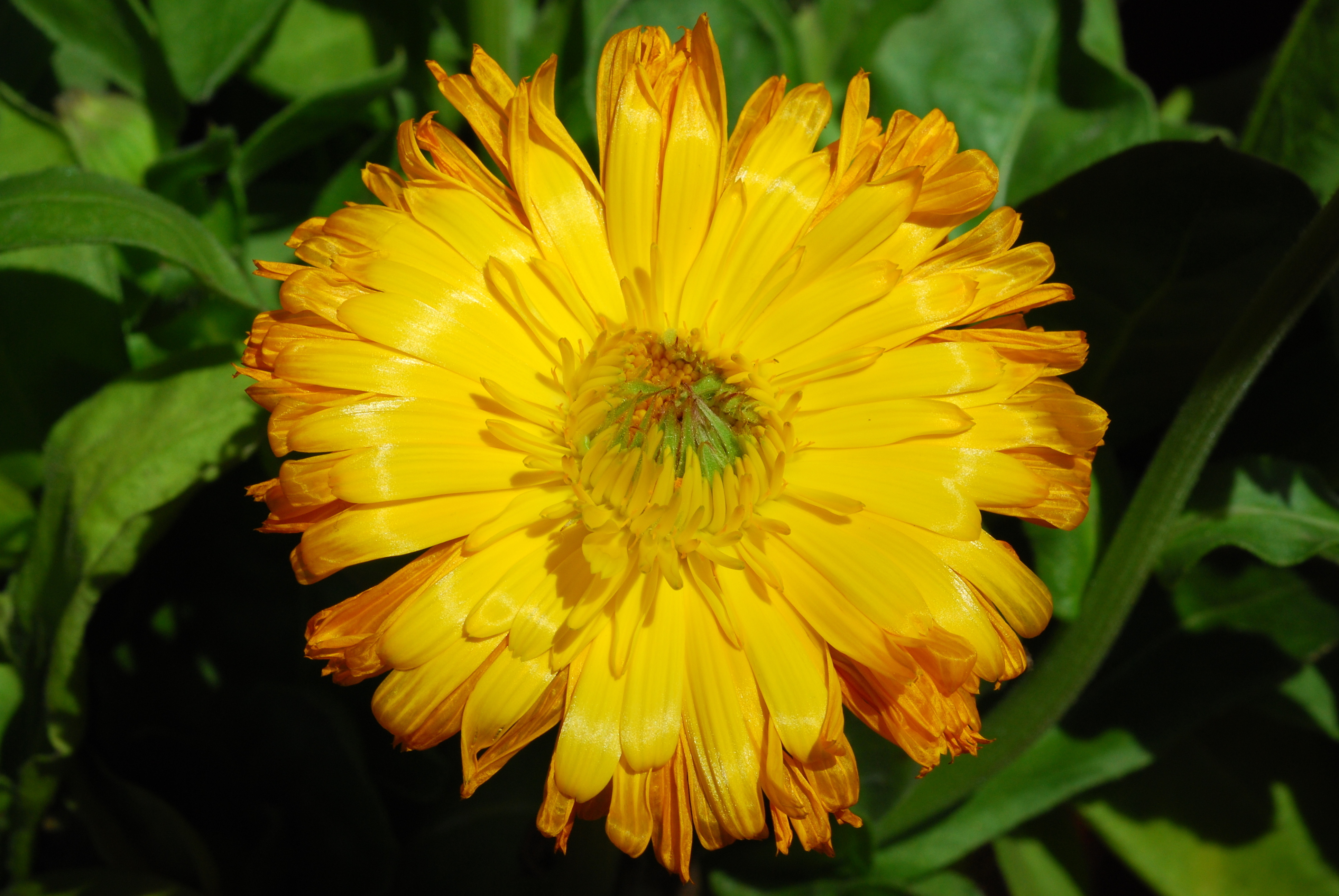
detall inflorescència
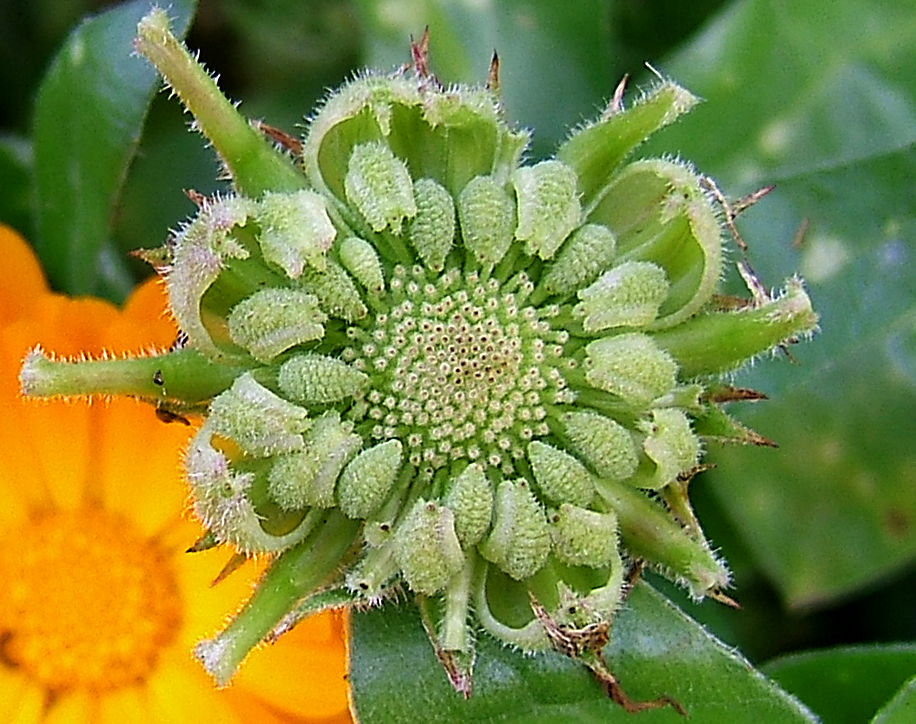
fruits
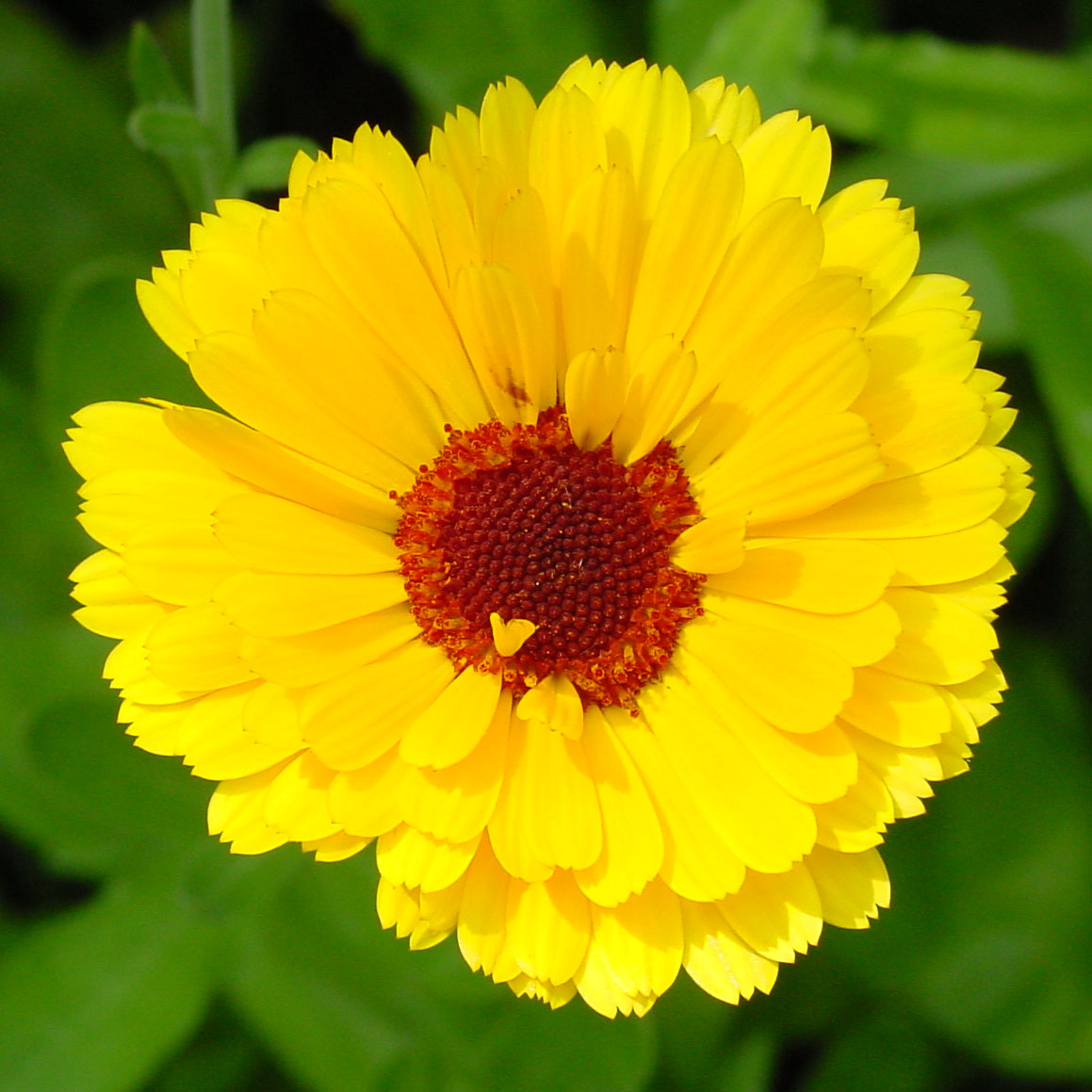
varietat de jardí
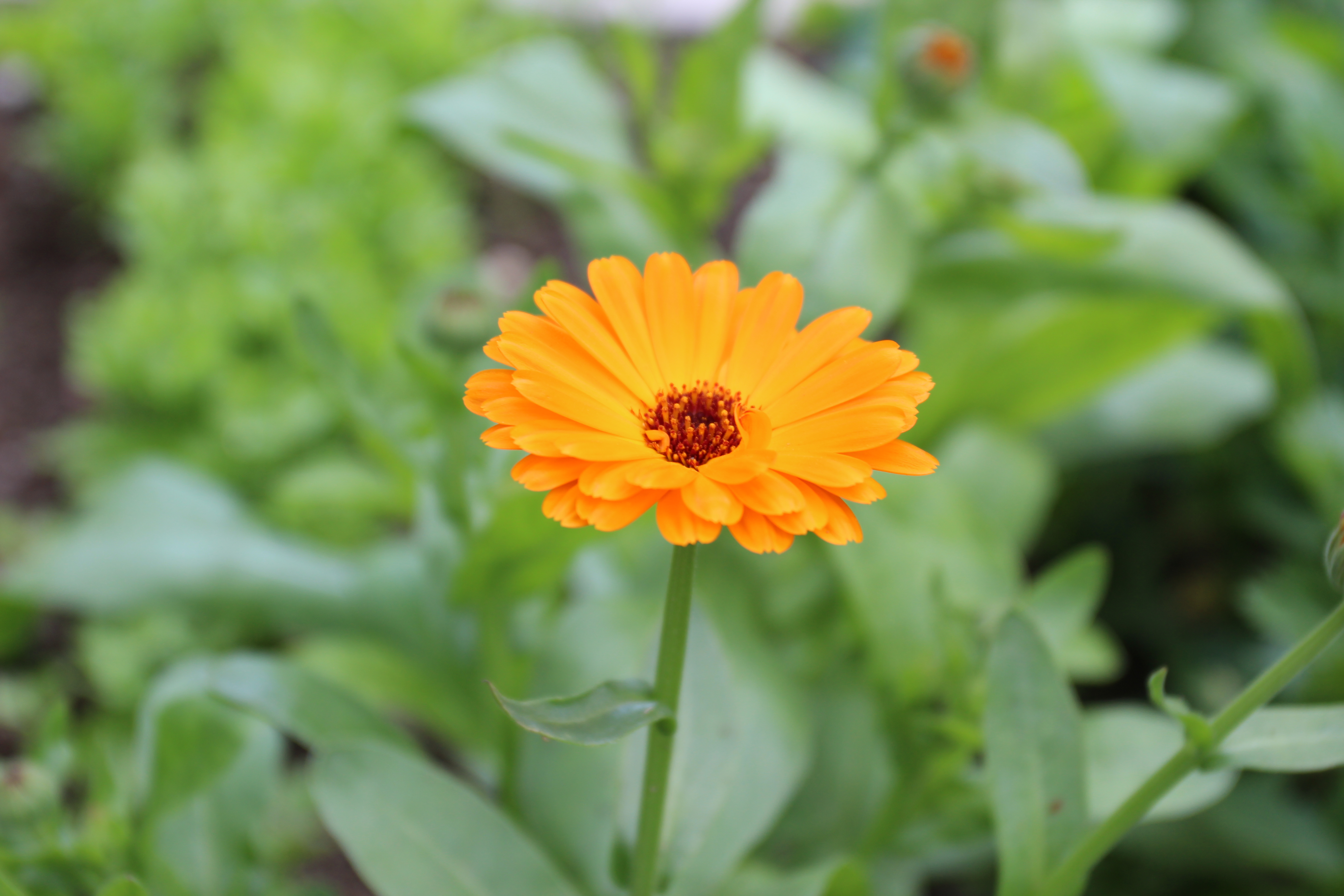